# English Club TV

English Club TV es una cadena de televisión destinada a aquellos quien aprende el idioma inglés. El contenido de la cadena son las películas documentales y de argumento, los dibujos animados, así como los programas educativos adaptados para el estudio del idioma inglés. Los programas se transmiten en un orden determinado en el marco del bloque de seis horas. Cada bloque de seis horas está compuesto de unas pequeñas lecciones destinadas para los diferentes auditorios. A su vez, cada programa tiene su propia estructura y metodología. En fondo del programa que representa una mini-lección, está el método de comunicación. Cada emisión del programa, lo mismo que la lección, empieza con la presentación de un nuevo material (gramática, léxico, pronunciación), así como los ejercicios y textos que ayudan a aprender mejor el material. Todo el contenido está dividido según los temas y niveles de dominio del idioma.
English Club TV HD es una versión de la transmisión simultánea de English Club TV. Es suficiente mirar el canal durante los 15 minutos al día a lo largo de un año para enriquecer el léxico con unas 2000 palabras nuevas y unas 100 construcciones gramaticales. English Club TV se transmite de los satélites Astra4A y Measat3A en Europa, Asia, África, América Latina y en el Oriente Próximo. Según los datos al mes de junio de 2015, cada día más de 16 000 000 de los suscriptores de más de 400 operadores están mirando English Club TV en 73 países por todo el mundo. El contenido del canal es accessible en OTT, VoD, DTH, IPTV y en las plataformas móviles. Aprender el inglés con English Club TV y English Club TV HD es fácil y eficaz.
__________________________________________________________________________________________________________________________________________________________________________________________________________________________________________________________________________
__________________________________________________________________________________________________________________________________________________________________________________________________________________________________________________________________________
El bloque para los niños
English Club TV ha desarrollado un bloque especial para los espectadores más pequeños en edad desde 3 hasta 10 anos. En el marco del bloque los niños pueden mirar no sólo los dibujos animados, sino diferentes programas creados para el mejoramiento de la percepción y entendimiento del idioma. Todos los programas están desarrollados por los metodólogos y profesores de mucha experiencia.
El bloque para los niños es:
- las metodologías de instrucción para los niños más modernas;
- los programas interactivos para el mejoramiento de la percepción del idioma inglés;
- los dibujos animados pintados y con función de enseñanza.
Mientras están mirando los programas, los niños:
- desarrollan su atención y pensamiento abstracto;
- enriquecen su léxico;
- desarrollan sus capacidades básicas. 
__________________________________________________________________________________________________________________________________________________________________________________________________________________________________________________________________________
El canal es accesible en los siguientes países:
Albania, Angola, Austria, Benín, Bosnia y Herzegovina, Bulgaria, Burkina Faso, Burundi, Camerún, Canadá, República Centroafricana, Chad, Cina, Comoras, Congo, Croacia, Chipre, República Democrática del Congo, Yibuti, Guinea Ecuatorial, Estonia, Finlandia, Francia, Gabón, Gambia, Georgia, Ghana, Guinea-Bisáu, Guinea, Hungría, Indonesia, Italia, Costa de Marfil, Kazajistán, Kenia, Letonia, Líbano, Liberia, Madagascar, Malaui, Malí, Mauritania, Moldavia, Montenegro, Marruecos, Níger, Nigeria, Polonia, Rumanía, Rusia, Ruanda, Santo Tomé y Príncipe, Senegal, Serbia, Seychelles, Sierra Leona, Singapur, Eslovaquia, Eslovenia, Corea del Sur, Sudán del Sur, Sudán, Taiwán, Tanzania, República Checa, República de Bielorrusia, Togo, Turquía, Emiratos Árabes Unidos, Uganda, Ucrania, Zambia, Zimbabue.
Según la situación al mes de junio de 2015, los canales English Club TV y English Club TV HD están accesibles en las redes más que de 400 de los operadores de cable, los principales de los cuales son:
Turksat, TTNET (Turquìa), Free, Numericable, Bouygues Telecom, Canalsat (Francia), Canal Overseas (África), Slovak Telecom, O2 (la República Checa), T-2 (Eslovenia), Netia (Polonia), Rostelecom, Beeline, MTS (Rusia), Du (EAU), Maroc Telecom, Telecom Italia, y Transvision (Indonesia).
__________________________________________________________________________________________________________________________________________________________________________________________________________________________________________________________________________
El canal se transmite de los satélites Astra 4A y MEASAT 3A satellite.
SD 
Satélite: Astra 4A
Transpondedor: B36
Frecuencia:12399 
Velocidad: 27500 
FEC: 3/4
Codificación: Viaccess 4.0
DVB-S MPEG-2 
SID 7380, VPID 7381
APID 7382 Ruso
Satélite: MEASAT 3A
Transpondedor: 17C
Frecuencia: 4040 MHz
Polaridad: H
Velocidad: 28,600 Msymb/s
FEC: 5/6
SID: 12
VPID: 2012
APID: 4012
Codificación: Viaccess 4.0
HD 
Satélite: Astra 4A
Transpondedor: B36
Frecuencia:12399 V 
Velocidad: 27500 
FEC: 3/4
Codificación:Viaccess 4.0
DVB-S MPEG-4, 
SID 7390, VPID 7391 
APID 7392 Ruso
- Datos: Q2152911